# Chiesa degli Scalzi
De Chiesa degli Scalzi, ook Santa Maria di Nazareth is een kerk uit de 17de eeuw in het sestiere Cannaregio van de Italiaanse stad Venetië. Het is de kerk in Venetië van de ongeschoeide karmelieten. Scalzi is Italiaans voor blootvoets.
De kerk is een bouwwerk in barokstijl ontworpen door de Venetiaanse architect Baldassare Longhena. De voorgevel werd gebouwd van 1672 tot 1680 door Giuseppe Sardi. Het kerkgebouw is gelegen in de nabijheid van het treinstation Venezia Santa Lucia.
Het gewelf van de kerk was ooit beschilderd met een fresco van de hand van Giambattista Tiepolo, maar het dak van de kerk leed onder Oostenrijkse bombardementen op 24 oktober 1915. Restanten van het fresco kunnen nog bezichtigd worden in de Gallerie dell'Accademia.
De as van Lodovico Manin, laatste doge van de republiek Venetië, wordt in de kerk bewaard.